# Condado de Middlesex (Nueva Jersey)
El condado de Middlesex (en inglés: Middlesex County) fundado en 1675 es un condado en el estado estadounidense de Nueva Jersey. En el censo de los Estados Unidos de 2020 el condado tenía una población de 863 162 habitantes y una área de 309,22 millas cuadradas (800,9 km²), por una densidad poblacional de 2,791.4 personas por milla². La sede del condado es Nuevo Brunswick.

## Geografía
Según la Oficina del Censo, el condado tiene un área total de 837 km² (323,2 mi²), de la cual 803 km² (310 mi²) es tierra y 34 km² (13,1 mi²) (3.97%) es agua.

### Condados adyacentes
- Condado de Union (Nueva Jersey) - norte
- Condado de Monmouth (Nueva Jersey) - sureste
- Condado de Mercer (Nueva Jersey) - suroeste
- Condado de Somerset (Nueva Jersey) - noroeste
- Condado de Richmond (Nueva York) - northeast

## Demografía
En el 2007 la renta per cápita promedia del condado era de $74,732, y el ingreso promedio para una familia era de $86,239. En 2000 los hombres tenían un ingreso per cápita de $49,683 versus $35,054 para las mujeres. El ingreso per cápita para el condado era de $26,535 y el 6.60% de la población estaba bajo el umbral de pobreza nacional.

## Localidades

### Ciudades
Nuevo Brunswick |
Perth Amboy |
South Amboy

### Boroughs
Carteret |
Dunellen |
Helmetta |
Highland Park |
Jamesburg |
Metuchen |
Middlesex |
Milltown |
Sayreville |
South Plainfield |
South River |
Spotswood

### Municipios
Cranbury |
East Brunswick |
Edison |
Monroe |
North Brunswick |
Old Bridge |
Piscataway |
Plainsboro |
South Brunswick |
Woodbridge

### Lugares designados por el censo
Avenel |
Brownville |
Clearbrook Park |
Colonia |
Concordia |
Cranbury |
Dayton |
Fords |
Heathcote |
Iselin |
Kendall Park |
Kingston |
Laurence Harbor |
Madison Park |
Monmouth Junction |
Old Bridge |
Plainsboro Center |
Port Reading |
Princeton Meadows |
Rossmoor |
Sewaren |
Society Hill |
Whittingham |
Woodbridge

### Áreas no incorporadas
Bonhamtown |
Browntown |
Deans |
Franklin Park |
Hopelawn |
Keasbey |
Menlo Park Terrace |
Parlin |
Raritan Landing